# Spider-Man (joc video din 2018)
Marvel's Spider-Man este un joc de acțiune și aventură din 2018 dezvoltat de Insomniac Games și publicat de Sony Interactive Entertainment. Bazat pe personajul Spider-Man de la Marvel Comics, acesta arata o narațiune originală care este inspirată din mitologia de lungă durată a benzilor desenate, în timp ce se bazează și din diverse adaptări din alte mediei. În povestea principală, Lordul crimei suprauman, Mister Negative, orchestrează un complot pentru a prelua controlul asupra lumii interlope criminale din New York. Când Mister Negative amenință că va elibera un virus mortal, Spider-Man trebuie să-l confrunte și să protejeze orașul în timp ce se confruntă cu problemele personale ale persoanei sale civile, Peter Parker.
Gameplay-ul este prezentat din Third person perspective cu un accent principal pe abilitățile de deplasare și de luptă ale lui Spider-Man. Omul Păianjen se poate mișca liber prin New York, interacționând cu personajele, efectuând misiuni și deblocând noi duspozitive și costume, progresând prin povestea principală sau îndeplinind obiective. În afara poveștii principale, jucătorul poate finaliza misiuni secundare pentru a debloca conținut suplimentar și obiecte de colecție. Lupta se bazează pe înlănțuirea atacurilor împreună și pe utilizarea mediului și a panzelor pentru a incapacita numeroși inamici, evitând în același timp daune.
Dezvoltarea Marvel’s Spider-Man, primul joc licențiat de către Insomniac din istoria sa de 22 de ani, a început în 2014 și a durat aproximativ patru ani. Insomniac a avut posibilitatea de a folosi orice personaj din catalogul Marvel pentru a lucra pe baza acestuia; Spider-Man a fost ales atât pentru atractia sa față de angajați, cât și pentru asemănările în jocul traversal cu jocul lor anterior Sunset Overdrive (2014). Designul jocului s-a inspirat din istoria lui Spider-Man din toată media, dar Marvel Comics și Insomniac au vrut să spună o poveste originală care nu a fost legată de o proprietate deja existentă, creând un univers unic (cunoscut sub numele de Pământul-1048) care a apărut de atunc, în romane, mărci și benzi desenate.
Marvel's Spider-Man a fost lansat pentru PlayStation 4 pe 7 septembrie 2018. Jocul a primit laude pentru narațiune, caracterizare, luptă și mecanica de traversare prin panze, deși unii au criticat designul său de lume deachisa pentru lipsa inovației. Marvel's Spider-Man a primit o serie de premii, inclusiv a fost numit unul dintre cele mai bune jocuri cu supereroi dezvoltate vreodată. A devenit unul dintre cele mai rapid vandute jocuri ale anului și cel mai bine vândut joc pentru PlayStation 4 din toate timpurile, vânzând între 20 și 25 de milioane de exemplare. Insomniac a susținut jocul pe scară largă după lansare, lansând o expansiune de poveste în trei părți intitulată The City That Never Sleeps și câteva costume alternative noi pentru Spider-Man. O versiune reactualizată a Marvel's Spider-Man, cu tot conținutul descărcabil lansat anterior, a fost lansată pentru PlayStation 5 în noiembrie 2020 și pentru Windows în august 2022. Succesul jocului a lansat seria de jocuri video cu nume identic, începând cu Marvel's Spider-Man: Miles Morales, o continuare spin-off axată pe protejatul lui Spider-Man, Miles Morales, în noiembrie 2020. O continuare completă, Marvel's Spider-Man 2, este programată să fie lansată în octombrie 2023 pentru PlayStation 5.